# Langford-Highlands (circonscription britanno-colombienne)
Pour les articles homonymes, voir Langford et Highland.
Circonscription électorale provinciale du Canada
Langford-Highlands est une circonscription provinciale de la Colombie-Britannique représentée à l'Assemblée législative de la Colombie-Britannique depuis 2024.

## Géographie
En 2024, la circonscription comprend les communautés de l'Ouest (Western Communities (en)) de la région métropolitaine de Victoria dont Langford et Highlands.

## Liste des députés
| Législature                                                                              | Années                                                                                   | Député                                                                                   | Député                                                                                   | Parti                                                                                    |
| Langford-Highlands Circonscription issue de Langford-Juan de Fuca et Esquimalt-Metchosin | Langford-Highlands Circonscription issue de Langford-Juan de Fuca et Esquimalt-Metchosin | Langford-Highlands Circonscription issue de Langford-Juan de Fuca et Esquimalt-Metchosin | Langford-Highlands Circonscription issue de Langford-Juan de Fuca et Esquimalt-Metchosin | Langford-Highlands Circonscription issue de Langford-Juan de Fuca et Esquimalt-Metchosin |
| ---------------------------------------------------------------------------------------- | ---------------------------------------------------------------------------------------- | ---------------------------------------------------------------------------------------- | ---------------------------------------------------------------------------------------- | ---------------------------------------------------------------------------------------- |
| 43e                                                                                      | 2024–en cours                                                                            |                                                                                          | Ravi Parmar (en)                                                                         | Néo-démocrate                                                                            |